# Шуньчжи
Шуньчжи (кит. трад.: 順治; піньїнь: Shùnzhì) або Ічжишу́нь даса́н (маньчж.: Ijishūn dasan) — девіз правління в 1643—1661 роках імператора Фуліня династії Цін. Значення — «Сприятливе правління».

## Таблиця років
| Роки Шуньчжі            | 1    | 2    | 3    | 4    | 5    | 6    | 7    | 8    | 9    | 10   |
| Григоріанський календар | 1644 | 1645 | 1646 | 1647 | 1648 | 1649 | 1650 | 1651 | 1652 | 1653 |
| Шістдесятирічний цикл   | 甲申 | 乙酉 | 丙戌 | 丁亥 | 戊子 | 己丑 | 庚寅 | 辛卯 | 壬辰 | 癸巳 |
| Роки Шуньчжі            | 11   | 12   | 13   | 14   | 15   | 16   | 17   | 18   |      |      |
| Григоріанський календар | 1654 | 1655 | 1656 | 1657 | 1658 | 1659 | 1660 | 1661 |      |      |
| Шістдесятирічний цикл   | 甲午 | 乙未 | 丙申 | 丁酉 | 戊戌 | 己亥 | 庚子 | 辛丑 |      |      |